# Флаг (математика)
Флаг — цепочка вложенных друг в друга подпространств векторного пространства {\displaystyle L} (или пространства другого типа, для которого определено понятие размерности), имеющая вид
{\displaystyle L_{0}\subset L_{1}\subset L_{2}\subset \dots \subset L_{k}=L,}
где 
{\displaystyle 0=\dim L_{0}<\dim L_{1}<\dim L_{2}<\cdots <\dim L_{k}=\dim L.}
Наиболее часто встречается понятие полного (или максимального) флага, в котором {\displaystyle \dim L_{i}=i}, и следовательно, число {\displaystyle k=\dim L.} Обычно в определении полного флага добавляется дополнительное условие направленности каждой пары соседних подпространств в цепочке (см. определение ниже). 
Понятие флага используется главным образом в алгебре и геометрии (иногда называется также фильтрацией). 

## Полный флаг

Базисы и задают один и тот же флаг на плоскости

Полным флагом в векторном пространстве {\displaystyle L} конечной размерности {\displaystyle n} называется последовательность подпространств 
{\displaystyle L_{0}\subset L_{1}\subset L_{2}\subset \dots \subset L_{n},\quad \dim L_{i}=i,}
где подпространство {\displaystyle L_{0}} состоит лишь из нулевого вектора, подпространство {\displaystyle L_{n}} совпадает со всем {\displaystyle L} {\displaystyle (L_{n}=L)}, и каждая пара соседних подпространств {\displaystyle (L_{i},L_{i-1})} является направленной, т.е. из двух полупространств, на которые подпространство {\displaystyle L_{i-1}} разбивает {\displaystyle L_{i}}, выбрано одно (иначе говоря, пара этих полупространств является упорядоченной).
Каждый базис {\displaystyle e_{1},\ldots ,e_{n}} векторного пространства {\displaystyle L} определяет в нём некоторый полный флаг. А именно, положим {\displaystyle L_{i}=\langle e_{1},\ldots ,e_{i}\rangle } (здесь треугольные скобки означают линейную оболочку стоящих между ними векторов), а для задания направленности пары {\displaystyle (L_{i},L_{i-1})} выберем то полупространство, которое содержит вектор {\displaystyle e_{i}}. 
Построенное таким образом соответствие между базисами и полными флагами не является взаимно однозначным: разные базисы пространства могут определять в нём один и тот же флаг (например, на рисунке справа базисы {\displaystyle e_{1},e_{2}} и {\displaystyle e_{1},e'_{2}} на плоскости определяют один и тот же полный флаг).
Однако если векторное пространство {\displaystyle L} является евклидовым, то, оперируя не с произвольными, а лишь с ортонормированными базисами этого пространства, мы получаем взаимно однозначное соответствие между ортонормированными базисами и полными флагами. 
Следовательно, для любых двух полных флагов евклидова пространства {\displaystyle L} существует единственное ортогональное преобразование {\displaystyle A:L\to L}, переводящее первый флаг во второй.

## Флаги в аффинных пространствах и геометрии Лобачевского
Аналогичным образом определяются полные флаги в аффинном пространстве и пространстве Лобачевского размерности {\displaystyle n}: 
{\displaystyle L_{0}\subset L_{1}\subset L_{2}\subset \dots \subset L_{n},\quad \dim L_{i}=i,}
где подпространство {\displaystyle L_{0}} состоит лишь из одной точки (аффинного пространства или пространства Лобачевского),  называемой центром флага, подпространство {\displaystyle L_{n}} совпадает со всем {\displaystyle L} {\displaystyle (L_{n}=L)}, и каждая пара {\displaystyle (L_{i},L_{i-1})} является направленной.
Для любых двух полных флагов евклидова аффинного пространства или пространства Лобачевского существует движение этого пространства, переводящее первый флаг во второй, и такое движение единственно. Софус Ли назвал это свойство свободной  подвижностью  пространства. Теорема Гельмгольца—Ли утверждает, что этим свойством обладают только три типа пространств (три «великих геометрии»): Евклида, Лобачевского и Римана.

## Гнездо
В бесконечномерном пространстве V идея флага обобщается до гнезда.
А именно, набор подпространств, вполне упорядоченных по включению замкнутых подпространств,  называется гнездом.